# Jesús Dueñas
Jesús Alberto Dueñas Manzo (Zamora de Hidalgo, 16 de março de 1989) é um futebolista profissional mexicano que atua como volante, atualmente defende o Cruz Azul.

## Carreira
Jesús Dueñas fez parte do elenco da Seleção Mexicana de Futebol na Copa América de 2016.